# تاتو (بازیکن فوتبال اسپانیایی)
تاتو (انگلیسی: Tato؛ زادهٔ ۹ ژوئیهٔ ۱۹۹۲) بازیکن فوتبال اهل اسپانیا است.
از باشگاه‌هایی که در آن بازی کرده‌است می‌توان به باشگاه فوتبال راسینگ سانتاندر و باشگاه فوتبال زیره اشاره کرد.